# Terri Minsky
Terri Minsky es una escritora y productora de televisión estadounidense creadora de Lizzie McGuire, Less Than Perfect, The Geena Davis Show y la serie de Disney Channel Andi Mack. También ha escrito el guion de varios episodios de Sex and the City. 
Debutó en la serie Doctor Doctor en 1989, y también trabajó en Flying Blind en 1992. Creció en Mt. Lebanon, Pensilvania.
Madre de dos hijos, Minsky publicó una reflexión, "The Mother Load," sobre el equilibrio entre la vida familiar y la profesional en Literary Mama.